# Пол Абади
Пол Абади (фр. Paul Abadie; Париз, 9. новембар 1812 — Шату, 3. август 1884) био је француски архитекта, син архитекте Пола Абадија оца (1783 — 1868).
Био је хисторицист. Градио је цркве у римско-византијском стилу. Најзначајнија му је базилика Сакре кер (фр. Basilique du Sacré-Cœur, Базилика Срца Исусова), римокатоличка црква на брду Монмартр у Паризу. После Ајфеловог торња то је друга највиша тачка Париза (203 метра). Овим пројектом је однео победу на конкурсу на коме је учествовало још 78 кандидата. Црква је грађена по узорима у црквама Свете Софије у Истанбулу и Светог Марка у Венецији. Изградња је почела 1884. Надгледао ју је Абади, а после његове смрти исте године, још 6 архитеката. Трајала је до 1914. године. Прва црквена служба је овде одржана 1919.
Поред Сакре кер, Абади је рестаурирао и катедралу у Périgueux и Нотр Дам у Паризу.